# 剑鸻
剑鸻（学名：Charadrius hiaticula）大陸稱劍鴴，为鸻科鸻属的鸟类。是一種在北部歐亞大陸以及格陵蘭廣泛繁殖的小型鴴。在中国大陆，分布于华北、华南等地。该物种的模式产地在瑞典。
屬名Charadrius來自晚期拉丁文中提到的一種在四世紀武加大譯本中描述的黃色鳥類。該名稱源自古希臘文kharadrios，意指一種在峽谷和河谷中發現的鳥類 （kharadra, "峽谷"）。種名hiaticula是拉丁文，其含義與希臘語詞語相似，源自hiatus，意為"裂縫"與-cola，意為"居住者" （colere, "居住"）。

## 描述
成鳥長17—19.5 cm（6.7—7.7英寸），翼展35—41 cm（14—16英寸）。牠們的背部和翅膀呈灰棕色，腹部白色，胸部白色，有一條黑色的頸帶。牠們頭頂棕色，前額白色，眼睛周圍有一圈黑色面罩，嘴巴短小，呈橙色和黑色。腿部橙色，只有外側兩個腳趾略微有蹼，與稍小但其他方面非常相似的半蹼鴴不同，後者的三個腳趾都有略微蹼，且胸帶略窄；過去曾被歸為同一物種。幼年環頸鴴的顏色比成鳥黯淡，胸帶通常為不完整的灰棕色，嘴巴呈黑色，腿部呈暗黃色。
此物種與較小的小環頸鴴在腿部顏色、頭部花紋及缺乏明顯的黃色眼圈上有所區別。

## 繁殖、分布範圍與棲地
環頸鴴的繁殖棲地為北部歐亞西伯利亞及北極東北部加拿大的海灘或平地。一些鳥類在內陸繁殖，並且在西部歐洲，牠們的繁殖範圍南至北部法國。牠們在植被稀少或無植物生長的空曠地面上築巢。
當有潛在的捕食者接近巢穴時，成鳥會離開巢穴，發出聲音吸引入侵者，並假裝翅膀受傷。一旦入侵者遠離巢穴，鴴鳥便會飛走。
環頸鴴是候鳥，冬季在南至非洲的沿海地區過冬。在挪威，地理定位器顯示成鳥在西非過冬。 許多英國和北部法國的鳥類全年都留在當地。

## 覓食
這些鳥類通常在海灘、潮間帶和田野上以視覺尋找食物。牠們吃昆蟲、甲殼類動物和蠕蟲。

## 亞種
有三個界定不明確的亞種， 它們的體型和背部顏色略有不同；在它們的分佈區交界處存在過渡：
- C. h. psammodroma – Salomonsen, 1930：在冰島、格陵蘭、東北加拿大繁殖；冬季在西非過冬。體型和顏色居中。
- C. h. hiaticula – Linnaeus, 1758：在溫帶西歐繁殖，向北至中部斯堪的納維亞；為定居或短程遷徙至西南歐。為體型最大且顏色最淡的亞種。
- C. h. tundrae – （Lowe, 1915）：在北極的北部斯堪的納維亞和俄羅斯亞洲部分繁殖；冬季在非洲和西南亞過冬。為體型最小且顏色最深的亞種。

C. h. hiaticula 和 C. h. tundrae 是非歐亞遷移性水鳥協定（AEWA）應用的分類群之一。

## Gallery

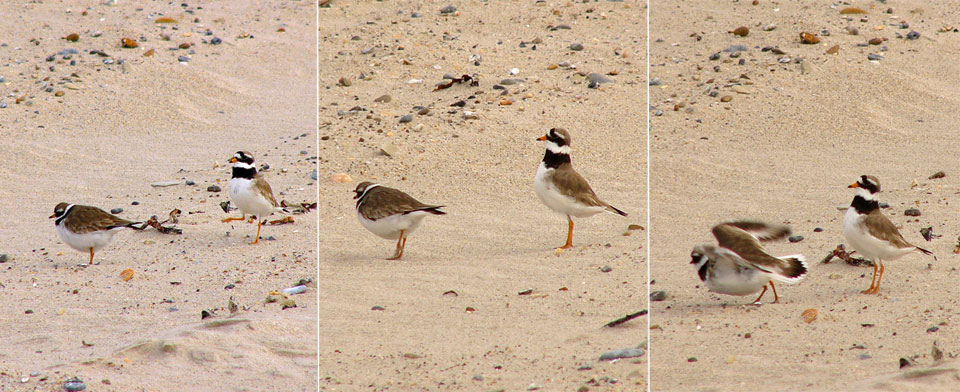
交配行為
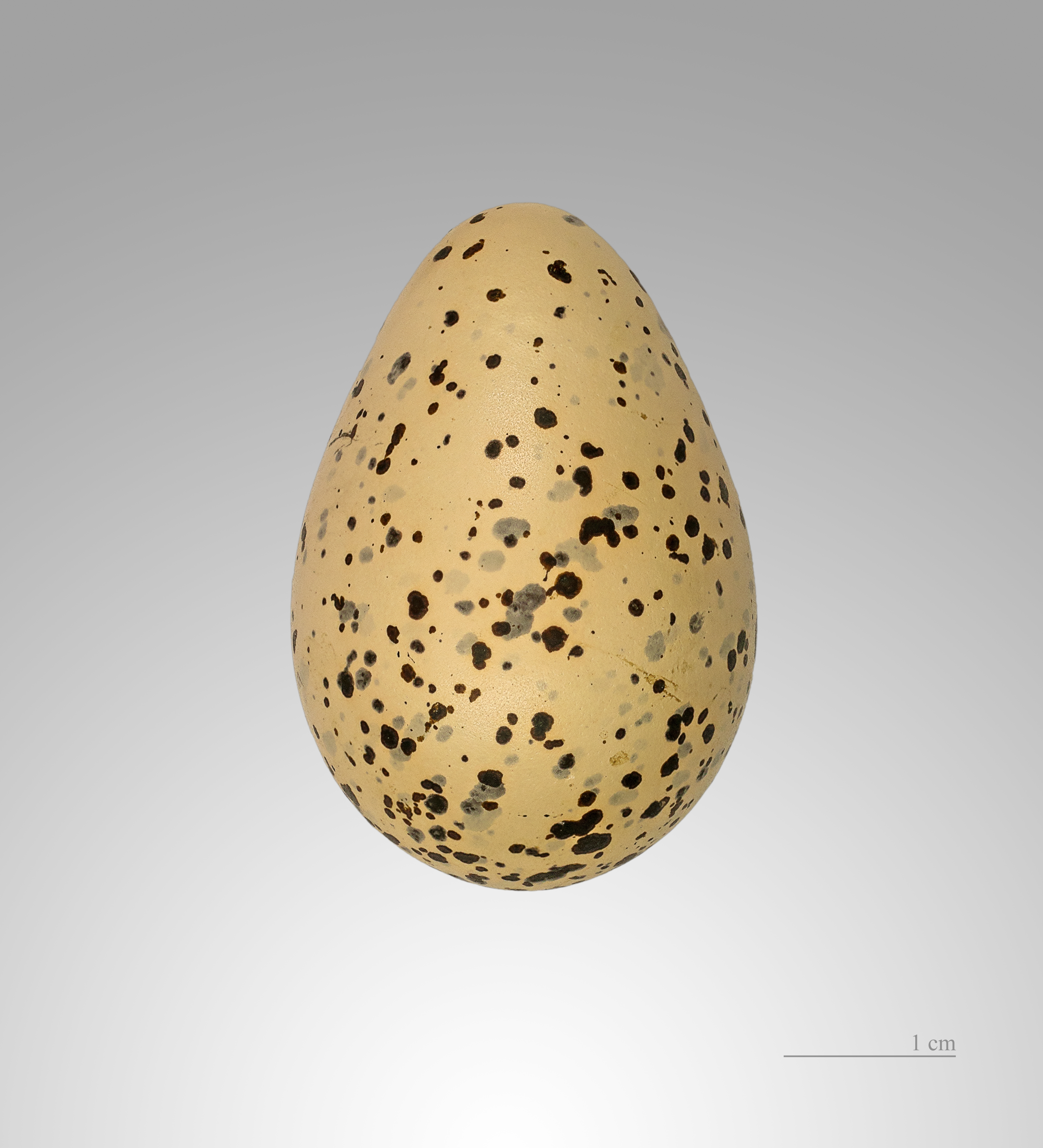
蛋 - 土魯斯博物館
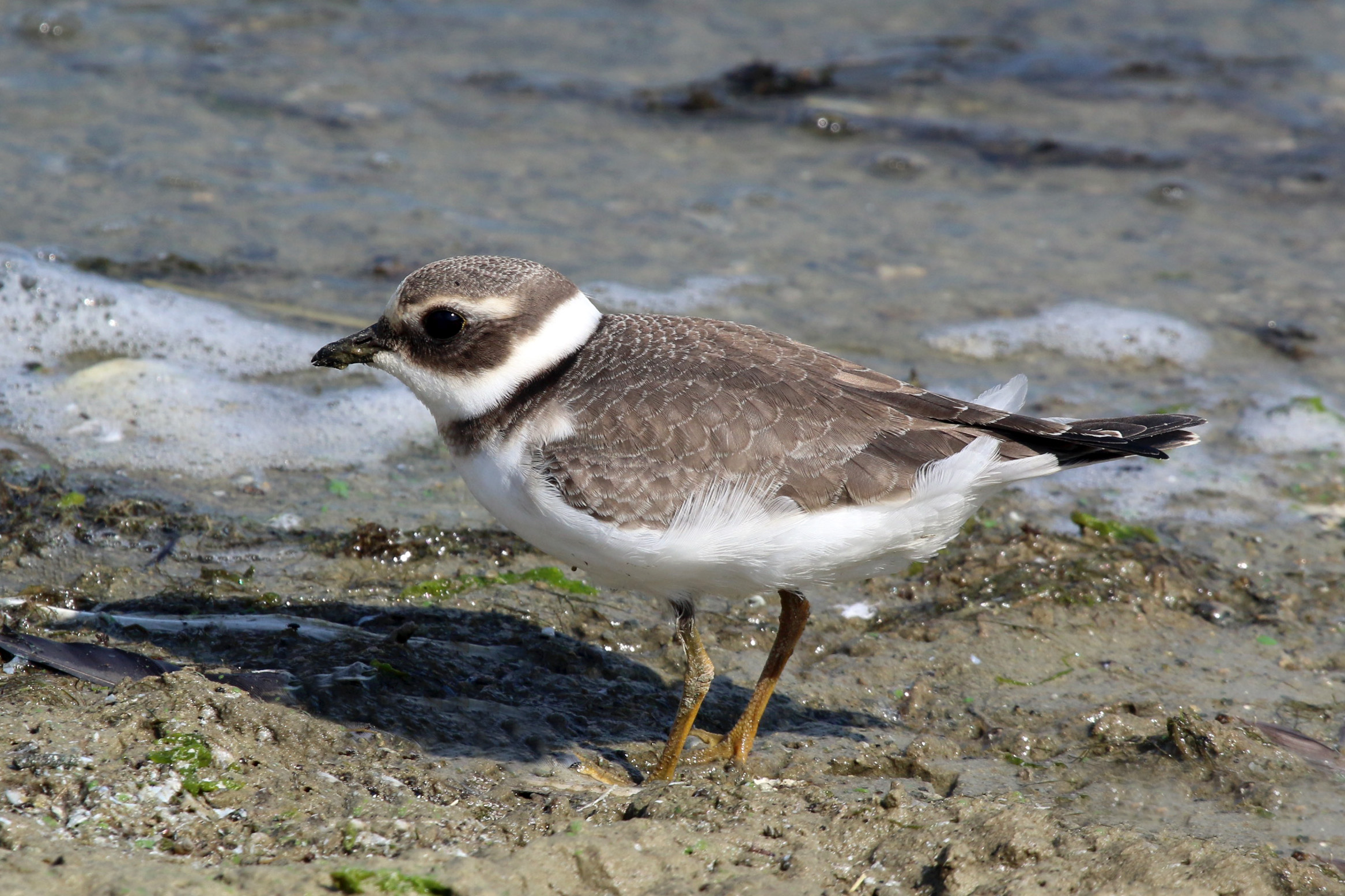
亞成鳥
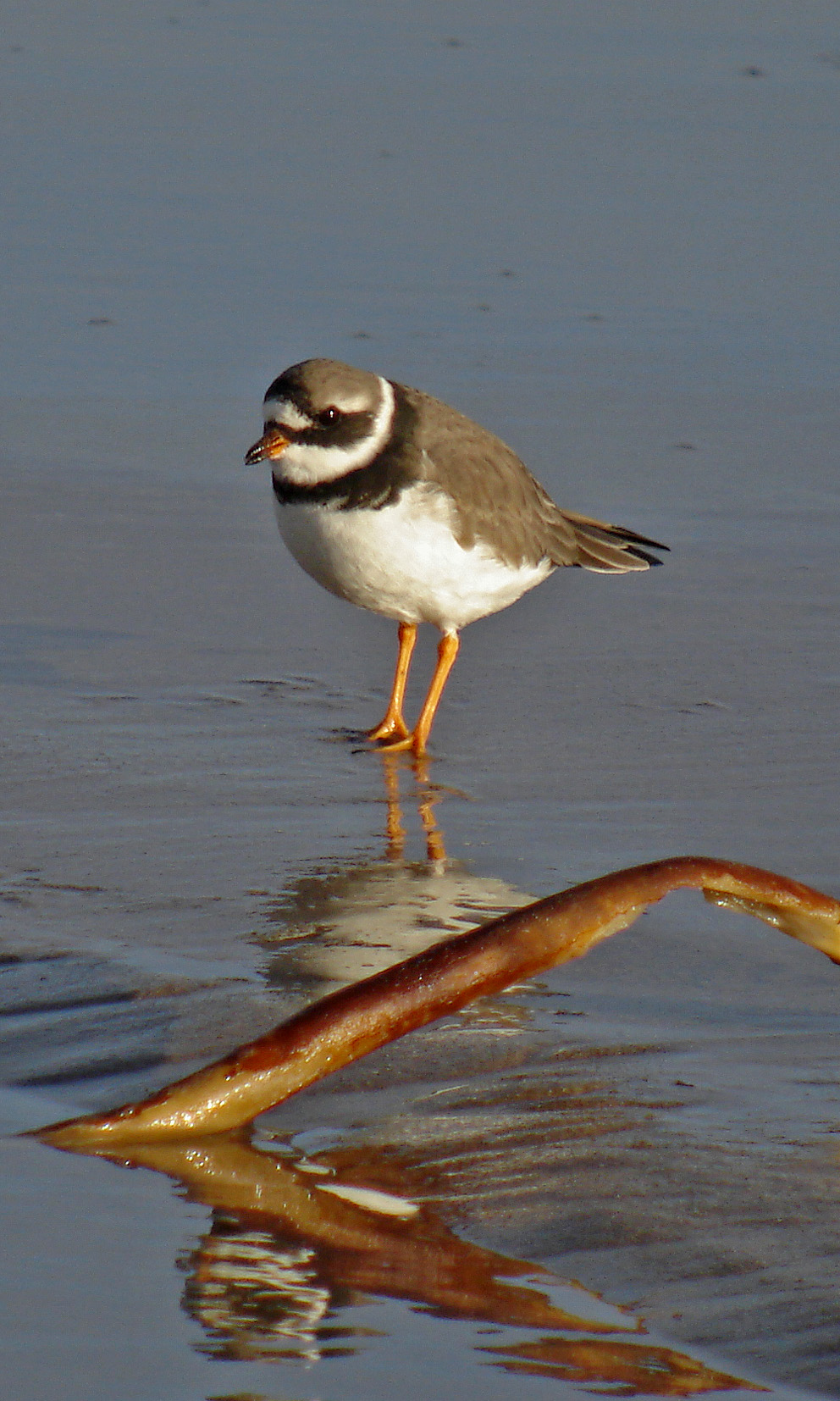
成鳥
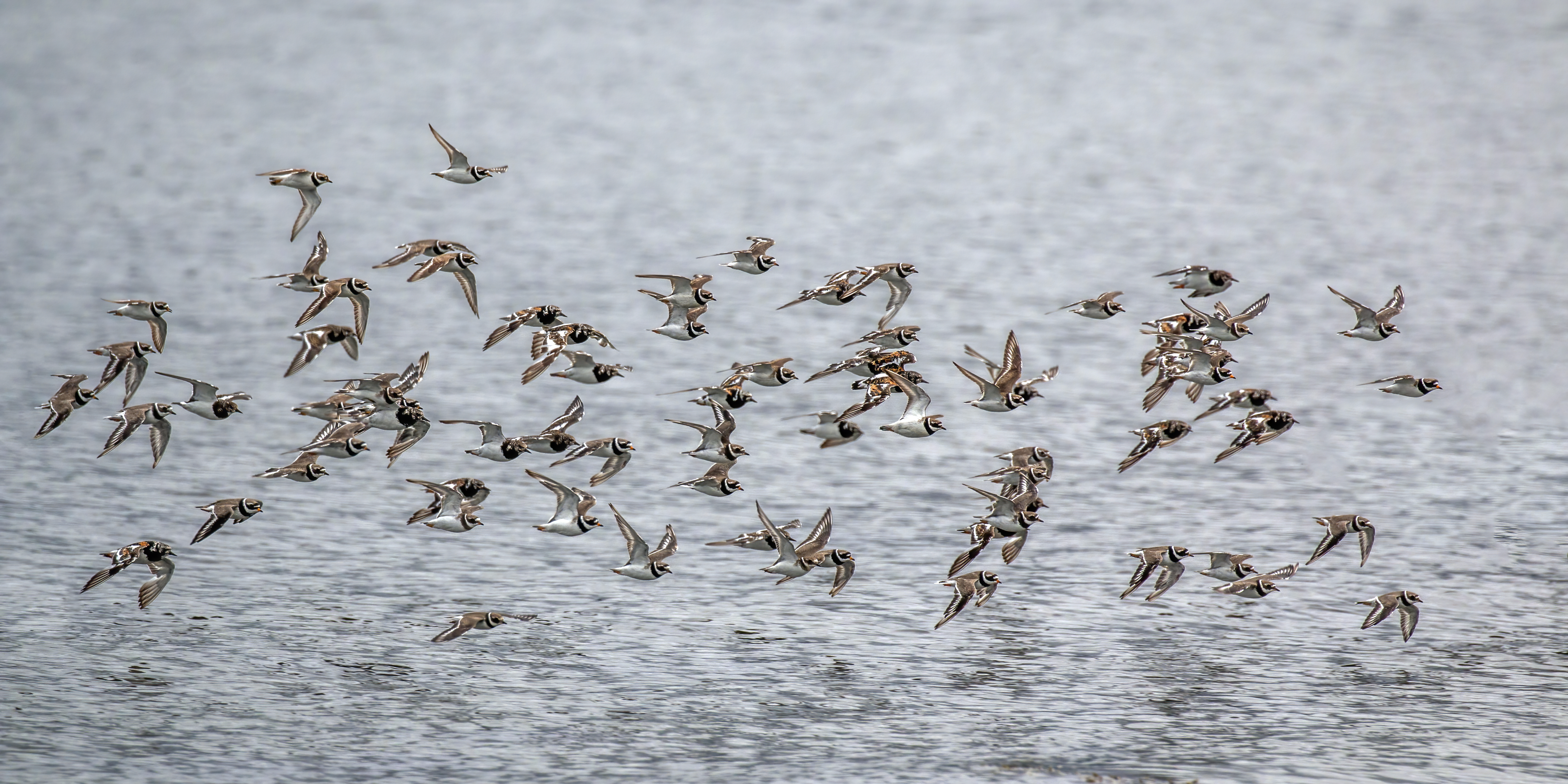
與翻石鷸群飛

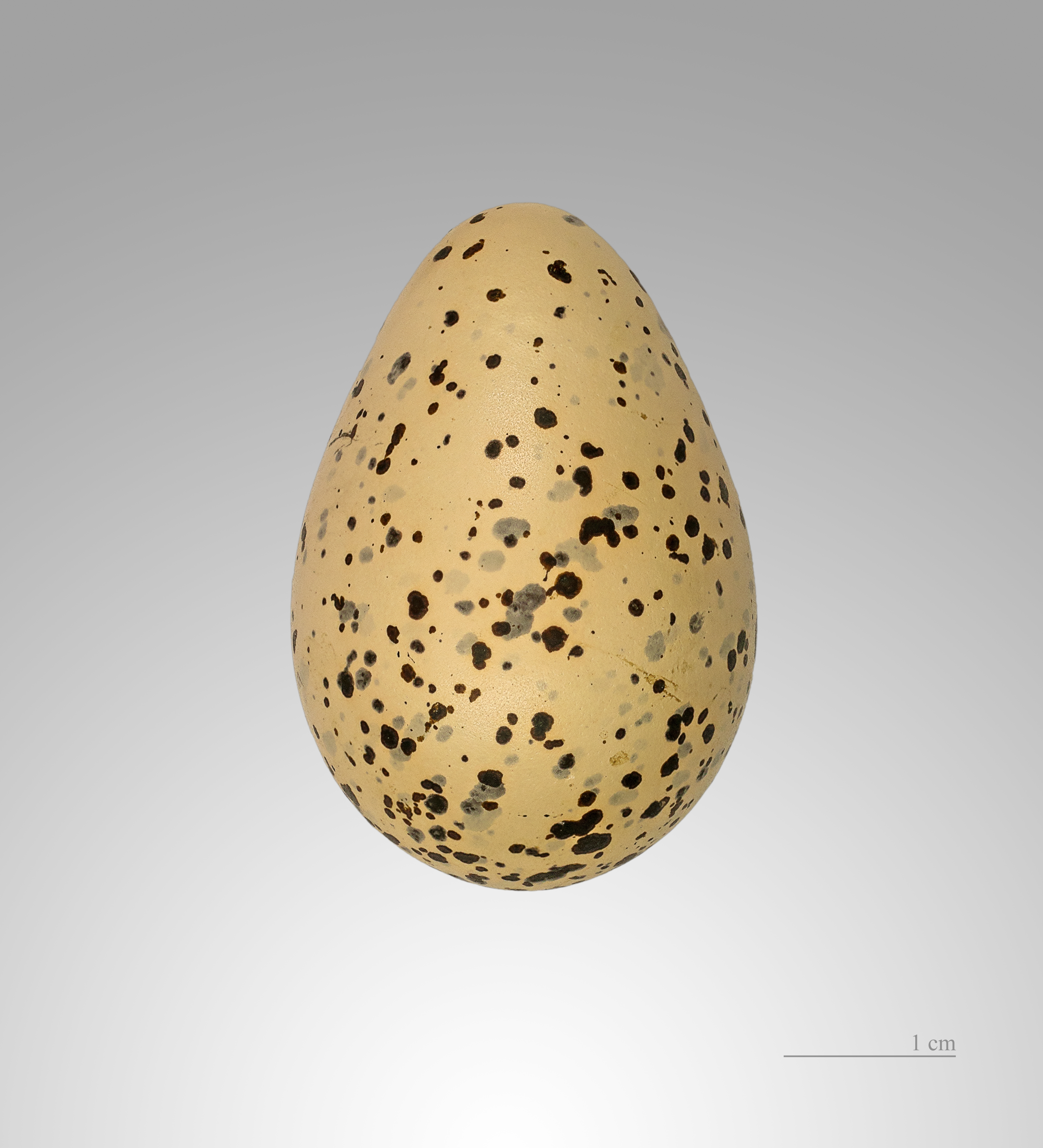
剑鸻的卵

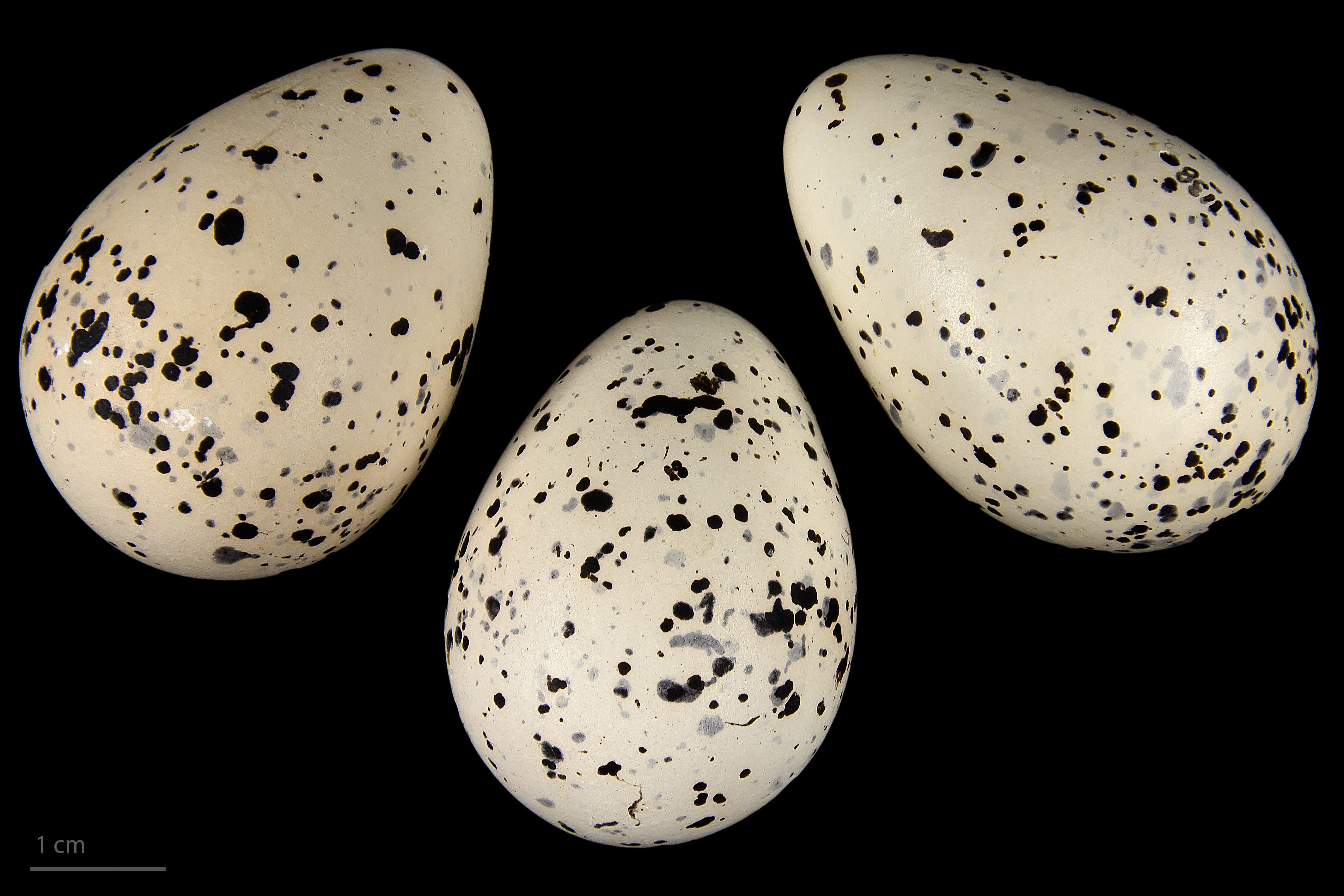
Charadrius hiaticula hiaticula - 土魯斯博物館
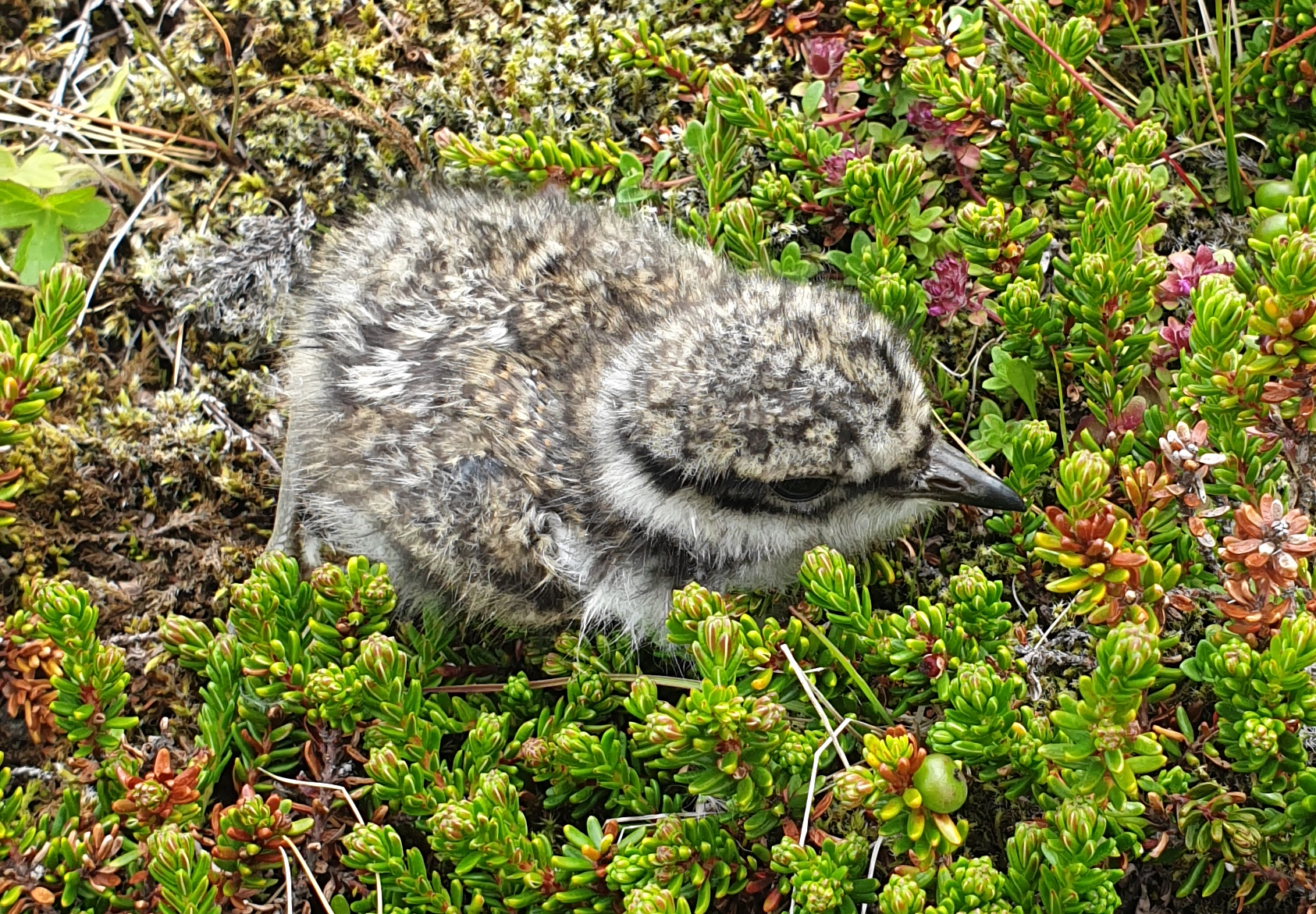
Charadrius hiaticula的雛鳥 ,冰島